# Annona haematantha
Annona haematantha é uma espécie de planta da família Annonaceae . É nativa do Brasil, Guiana Francesa, Guiana e Suriname. Friedrich Anton Wilhelm Miquel, o botânico holandês que primeiro descreveu formalmente a espécie, deu-lhe o nome devido às suas flores vermelho-sangue (formas latinizadas do grego: αἱμάτῐνος -haimátinos- e ἄνθος -anthos).  

## Descrição
É uma trepadeira lenhosa que atinge 5 centímetros de diâmetro. Possui hábito trepador que se torna horizontal à medida que atinge o dossel da floresta. Suas folhas membranosas e elípticas medem de 12 a 15 por 5 a 7 centímetros e chegam a uma ponta afilada. Suas folhas têm de 10 a 12 pares de nervuras secundárias que emanam de suas nervuras centrais. Seus pecíolos medem de 5 a 6 milímetros e são cobertos por pelos de cor ferrugem.
Suas inflorescências apresentam uma flor solitária em um pedicelo de 10 milímetros de comprimento e 1 milímetro de diâmetro. Possui sépalas ovais a triangulares com 2 a 3 milímetros de comprimento e cobertas por densos pelos castanhos. Suas 6 pétalas estão dispostas em duas fileiras de 3. As pétalas externas são fundidas para formar um tubo de 5 a 10 milímetros de comprimento por 10 milímetros de diâmetro, com lóbulos ovais a triangulares de 10 a 20 por 10 a 15 milímetros. As pétalas externas são amarelas ou vermelhas por fora e vermelho-escuras por dentro. As pétalas internas são fundidas para formar um tubo de 7 milímetros de comprimento com lóbulos triangulares de 2 milímetros de comprimento. 

### Biologia reprodutiva
O pólen de A. haematantha é eliminado em tétrades permanentes. 

### Distribuição e habitat
Ela cresce em florestas pantanosas ou de solo arenoso. No Brasil, floresce no mês de janeiro.

### Usos
Foi relatado que compostos bioativos extraídos das raízes possuem propriedades antileishmania.